# Sankta Barbaras kyrka, Paralimni
Sankta Barbaras kyrka är en cypriotisk-ortodox kyrkobyggnad belägen i staden Paralimni i Famagusta distrikt, på Cypern.
Kyrkan är helgad åt Sankta Barbara.